# جک جب
جک جب (انگلیسی: Jack Jebb؛ زادهٔ ۱۱ سپتامبر ۱۹۹۵) بازیکن فوتبال اهل بریتانیا است.
از باشگاه‌هایی که در آن بازی کرده‌است می‌توان به باشگاه فوتبال استیونج، و باشگاه فوتبال آرسنال، باشگاه فوتبال استیونج، و تیم ملی فوتبال زیر ۱۷ سال انگلستان اشاره کرد.
وی همچنین در تیم‌های ملی فوتبال ۱۶سال و زیر ۱۷ سال انگلستان بازی کرده‌است.